# Horná Lehota (Dolný Kubín)
|  | No s'ha de confondre amb Horná Lehota (Brezno). |

Horná Lehota és un poble i municipi d'Eslovàquia que es troba a la regió de Žilina, al centre-nord del país.

## Demografia
| Godina             | 1994 | 2004   | 2014   | 2024   |
| ------------------ | ---- | ------ | ------ | ------ |
| Nombre de persones | 526  | 515    | 561    | 598    |
| Diferència         |      | −2,09% | +8,93% | +6,59% |

| Godina             | 2023 | 2024   |
| ------------------ | ---- | ------ |
| Nombre de persones | 573  | 598    |
| Diferència         |      | +4,36% |